# Filipa Sousa
Filipa Alexandra Nunes Alves de Sousa (Albufeira, 2 de março de 1985) é uma cantora portuguesa, vencedora do Festival RTP da Canção 2012. Caracteriza-se por ser bastante versátil e eclética. Com uma voz melodiosa e harmoniosa, faz parte de diferentes projectos, de diferentes estilos - desde o fado ao rock. 
"Acreditar" é o seu primeiro álbum a solo, um cd inspirado pelo fado mas com influência pop, e que sairá brevemente. 

## Biografia
Desde muito cedo que a música faz parte da vida de Filipa. Aos 6 anos, começou a aprender música, mas só aos 12 entrou para o Conservatório de Música de Albufeira, onde teve aulas de canto e concluiu o 4º grau de Piano e 5º grau de Formação Musical e Conjunto Coral. Posteriormente, continuou a ter aulas de canto particulares com vários professores.
A partir dos 12 anos, começou a participar em festivais e concursos de karaoke, tendo arrecadado alguns prémios (Festival da Canção do Sul, Festival da Canção de Lagoa, Programa televisivo "Nasci P'ra Música", Concurso de Karaoke “Music Halls”, Concurso de Karaoke “Rádio Cidade - Academia de Estrelas”, entre outros).
Aos 16 anos, experimentou o fado por brincadeira e nunca mais parou de o cantar, tendo vencido vários concursos de fado amador (Albufeira, Portimão, Lagoa, Lagos, Olhão, Loulé).
Participou no Festival Ibérico da Canção Jovem de São Romão - Seia, por 3 anos consecutivos, arrecadando dois prémios do público - um 1º e um 3º.
Participou em worskshops de diversas áreas, em peças de teatro e em programas de televisão, como figurante.
Em 2003, passou a fazer parte do grupo de fados Al-Mouraria, com o qual atuou em vários pontos do país, no estrangeiro - Espanha e Marrocos -, e em programas televisivos.
Ainda em 2003, após completar 18 anos, tentou a sua sorte na 2ª edição da Operação Triunfo, tendo chegado aos 30 finalistas. Mas foi em 2007 que conseguiu entrar para este programa televisivo da RTP 1, no qual permaneceu sete semanas e ficou conhecida do grande público.
Em Fevereiro de 2008, foi alvo duma homenagem por parte da Câmara Municipal de Albufeira. Cantou temas ao piano e à guitarra, num Auditório Municipal repleto de público.
Em Abril de 2008, venceu a I Grande Noite de Fado do Algarve, em Loulé.
Em Setembro de 2009, integrada numa digressão algarvia ao Canadá, cantou para a comunidade portuguesa, na Casa do Alentejo, em Toronto - onde realizou três espetáculos -, tendo recebido novo convite para lá voltar em Novembro do mesmo ano.
Em 2012 concorreu a um casting da RTP, para o Festival da Canção 2012, tendo sido um dos selecionados para a final do concurso. A 10 de março de 2012 interpretou na final a canção nº 12 "Vida minha", composta por Andrej Babić e Carlos Coelho com a qual venceu o festival,recebendo assim a pontuação máxima de 12 pontos de 12 distritos: Aveiro, Beja, Bragança, Coimbra, Faro, Guarda, Leiria, Portalegre, Porto,  Viana do Castelo, Vila Real e Viseu. Com o mesmo tema concorreu no Festival Eurovisão de 2012, realizado em Baku, Azerbaijão.
Ainda em 2012 gravou o tema "Sunset Lovers" em parceria com os Djs Christian F e Dj Gonzalez, com edição da Exclusive Records (Vidisco). O sucesso deste tema fez com que fosse editado em várias colectâneas nesse verão, tendo inclusive sido realizado pela editora um concurso  para que outros djs produzissem novos remixes.
Em 2017 iniciou a gravação do seu primeiro álbum a solo, que sairá brevemente. "Há lá coisa bem melhor" é o primeiro single deste trabalho e tem autoria de Paulo Abreu Lima e Valter Rolo. 

## Discografia

### Álbuns
Grupo Al-Mouraria:
- 2004- Al-Mouraria[8]
- 2006- Em Tudo Na Vida Há Fado[9]

Operação Triunfo:
- Gala 1- I'm Alive (Celine Dion)
- Gala 2- Fado Do Encontro (Tim & Mariza)
- Gala 3- Cheek To Cheek (Ella Fitzgerald)
- Gala 4- Momento (Pedro Abrunhosa)
- Gala 5- Sei-te De Cor (Paulo Gonzo)
- Gala 6- Desafinado (Tom Jobim)
- Gala 7- All I Ask Of You (Barbra Streisand)

Colectâneas:
(Vida Minha)
- Festival da Canção 2012
- Super Hits 2013
- Portugal no Top (2012)

[Sunset Lovers (Christian F e Gonzalez feat Filipa Sousa)]
- Ibiza Dance Mix (2013)
- Anual tuning 2013
- Sunset Lovers (remixes) - remix contest by Exklusive Records
- Dance power 20
- Best of dance 2012: The rhythm of life Vol. XI
- Summer Jam 2012
- 50 Dancefloor hits 2012
- 100% Hits Dancefloor Summer (2012)

## Videografia

### DVD
Grupo Al-Mouraria:
- 2008- Al-Mouraria Ao Vivo Em Albufeira[10]

### Vídeos
- RTP- Feira de Castro
- RTP- Portugal No Coração
- RTP- Verão Total em Estremoz
- Apresentação DVD Al-Mouraria
- Operação Triunfo